# Non vi lascerò orfani
Non vi lascerò orfani è il primo romanzo scritto da Daria Bignardi nel 2009, a pochi mesi dalla morte della madre.

## Trama
Il libro, autobiografico, inizia con il racconto della morte della madre, Giannarosa Bianchi. Continua poi raccontando le vicende della famiglia, partendo dalla storia dei bisnonni e dei nonni, per proseguire con la storia del padre Ludovico Bignardi, fino ad arrivare alla nascita delle due sorelle Donatella e Daria.
Alle vicende biografiche si alternano riflessioni e considerazioni sulla morte in generale, ed in particolare sulla scomparsa dei genitori e su come ciò si ripercuota, a qualunque età accada, sui figli. Non mancano gli aneddoti sulle vicende familiari e sul gatto di casa, Micione.

## Nascita del libro
Come racconta la stessa Bignardi nel volume, l'idea è nata quando, pochi giorni dopo la scomparsa della madre, il direttore del settimanale con cui collabora, Vanity Fair, le chiese di scrivere un articolo in merito.
Le lettere ricevute dai lettori dopo la pubblicazione, tutti colpiti dal modo di raccontare il lutto, l'hanno spinta a continuare il racconto, e l'articolo è diventato il primo capitolo del volume.

## Edizioni
- Daria Bignardi, Non vi lascerò orfani, collana Scrittori italiani e stranieri, Arnoldo Mondadori Editore, 2009,  p. 160, ISBN 88-04-58538-2.

## Riconoscimenti
Il libro ha vinto nel 2009 il Premio Rapallo Carige per la donna scrittrice